# Sverre Sigurdsson
Sverre Sigurdsson, även Sverre prest (pejorativt), född omkring 1151, död 9 mars 1202, var kung av Norge.
Sverre föddes i Norge men växte upp på Färöarna. Han påstod sig vara utomäktenskaplig son till den norske kungen Sigurd Munn, vilket han ska ha fått veta först i vuxen ålder av sin mor. Han reste till Norge under det uppror mot kung Magnus Erlingsson som Birkebeinarna startat 1174 och började arbeta för att överta tronen. Sverre sökte stöd i Sverige hos Birger Brosa, som dock uppges ha misstänkt att han var en bedragare och avvisade honom. Birger, som tidigare aktivt stött upprorsledaren Eystein Meyla accepterade dock senare Sverre som den nye birkebeinarledaren. Redan 1177 utsågs Sverre till Norges kung av sina anhängare, även om han i praktiken endast blev kung över Tröndelag.  
Han hade då tågat genom Jämtland för att erövra Trondheim, utan motstånd från jämtarna. Men när han återvände året efter i mars 1178, efter att först ha förhandlat till sig fri lejd genom Hälsingland från Hälsingarna som hade mött honom utanför Edsbyn vid gränsen mot Dalarna med en stor välutrustad här, hade jämtarna i sin tur samlat en stor här för att dräpa honom i ett nattligt slag på Storsjöns is. Sverre och hans män vann dock slaget, trots underlägset antal, och Jämtland införlivades därefter i hans rike som ett ointegrerat skatteland (och förblev en del av Norge fram till freden i Brömsebro 1645). 
Efter ett antal mindre strider vann Sverres styrkor mycket överraskande en stor seger över kung Magnus Erlingssons betydligt större här på Kalvskinnet vid Nidaros 1179. Norges verklige härskare vid denna tid, jarlen Erling Skakke som var kung Magnus far, stupade i slaget och Magnus själv flydde. Inbördeskriget fortsatte i flera år med osäker utgång tills kung Magnus stupade i slaget vid Fimreite 1184.
Först från och med 1184 var Sverres ställning någorlunda stabiliserad och han kunde då ingå äktenskap med sveakungens dotter, vilket blev en formell bekräftelse på att grannriket i öster accepterat färingen som Norges kung trots hans oklara ursprung. Sverres regeringstid blev i princip en enda lång period av inbördeskrig avbruten av vapenvila endast åren 1189-92 och 1194-96. Det starka motståndet från kyrkans sida resulterade i att Sverre blev bannlyst. Den sedan 1190 landsflyktige ärkebiskopen Eirik anslöt sig 1196 till motståndarpartiet, de s.k. Baglerna och lyckades få påven Innocentius III att utfärda en bulla i vilken grannländernas kungar uppmanades att ingripa och störta Sverre. Dessa gjorde dock i praktiken tvärtom. Sverige fortsatte att aktivt stödja Birkebeinarna och den engelske kungen Johan utan land skickade trupper till Sverres hjälp.
I ett avgörande slag vid Strindsjøen lyckades Sverre 1199 än en gång besegra baglerhären och dessutom så grundligt att krigszonen kunde flyttas in i baglernas kärnområde runt Viken. Vid sin död 1202 hade Sverre lyckats uppnå en obestridd position som hela Norges kung och han dog förmodligen i övertygelsen att freden i birkebeinarkungadömet skulle komma att vara något längre än de två år som blev fallet.
Sverres liv är i sina huvuddrag känt genom politiska propagandaskrifter, framför allt de starkt tendentiösa Baglersagorna. Neutrala historiska fakta är mycket svåra att vaska fram. Man vet inte ens om Sverre verkligen var son till Sigurd Munn eller inte. Det har vi endast hans eget ord på. Att kung Sigurds dotter Cecilia erkände Sverre som sin halvbror saknar bevisvärde. Hans uppdykande gav henne en välkommen möjlighet att komma ifrån det äktenskap med Folkvid lagman som hon enligt egen utsago tvingats in i av Erling Skakke. Stödet från Birger Brosa betyder inte heller mycket i sammanhanget. Sverre var inte sveajarlens förstahandsval och den senkomna hjälpen var nog snarare ett utslag av pragmatism. Man valde att ge sitt stöd till Sverre först efter att han visat sig vara en vinnare.
Sverres hustru Margareta Eriksdotter var dotter till Erik den helige. De fick en dotter, Kristin (1190-1215), som gifte sig med baglerkungen Filippus Simonsson.
Med sina frillor hade han två söner, Håkon Sverresson och Sigurd Lavard.

## Läs mer
- Sverres saga på modern norska